# Halcones UV Xalapa
Los Halcones UV Xalapa es un equipo que participó en la Liga Nacional de Baloncesto Profesional con sede en Xalapa, Veracruz, México representando a la Universidad Veracruzana.   El equipo que milita actualmente en la LNBP es Halcones Xalapa, sin relación alguna con la Universidad Veracruzana.

## Historia
El equipo Halcones de la Universidad Veracruzana Campus Xalapa surgió en el 2003 a iniciativa de Víctor Arredondo Álvarez, rector de la UV, y un grupo de empresarios xalapeños encabezados por Antonio Chedraui, Arturo Aguayo, Rodrigo Campos, Carlos Burgueño, Alfredo Hakim, Mikhail Hakim y Sergio Obeso. Ellos, junto con Juan Manuel González Flores, dueño de una franquicia adscrita a la Liga Nacional de Baloncesto Profesional de México (LNBP), decidieron traer a esta ciudad un equipo de baloncesto profesional que estuviera cobijado por la Universidad Veracruzana.
Las actividades formales iniciaron el 2 de julio del mismo año para dar cumplimiento a cada uno de los requerimientos de la Liga y con el objetivo de crear las condiciones necesarias para el arranque de la temporada el 29 de julio. Para la primera temporada se acordó integrar el equipo con el roster original de la antigua franquicia de Indios de la Universidad Autónoma de Ciudad Juárez, conformada por los jugadores: Ramón Rodríguez, José Escobedo, Enrique González, Octavio Robles, Héctor Martínez, Jaime Alejandro Ramírez y Alfredo Ramírez. Los extranjeros convocados fueron Andre Laws, Dana White y Lataryl Williams. El entrenador designado para comandar la quinteta fue Ángel González.
En la búsqueda por el crecimiento deportivo de los jóvenes veracruzanos, el conjunto de los Halcones UV abrieron sus puertas al talento xalapeño al dar oportunidad a jugadores locales como: Oswaldo Fierro, Canek Camacho y Armando Barrera. Asimismo, antes de tener definidos los jugadores extranjeros, probaron suerte en duela xalapeña Mike Thompson, Ozzie Green, Don Harrison, Félix Rivera y Robby Boyd Joiner.

### Temporadas

#### 2003
"El Nacimiento"
Los Halcones UV surgieron con el fin de fomentar el deporte en la ciudad de Xalapa y ser un gran espectáculo para todos los veracruzanos. Esto se consiguió en un año de funcionamiento, pues la asistencia a los partidos se incrementó conforme se avanzaba a los playoff y al final de la temporada fue bien recibida la creación de la escuela de baloncesto para niños.
En lo que se refiere al rendimiento del equipo en el 2003, clasificó en sexto lugar de la tabla general de postemporada y se logró mantener hasta las semifinales, en las que fue derrotado por Panteras de Aguascalientes (quienes se coronaron campeones de la Liga).
Con esos resultados, el equipo de la UV obtuvo el tercer puesto de la LNBP. Lo más destacado de la temporada fue que, además de lograr un buen lugar, le quitó el invicto de 18 juegos ganados a Fuerza Regia de Monterrey, lo que volcó todas las miradas sobre ellos. Halcones UV fue el segundo mejor equipo en los juegos locales al ganar 20 partidos de los 24 disputados y obtuvo el noveno lugar como visitante. En lo que respecta al apoyo de las empresas para el equipo fue muy positivo, ya que importantes firmas como Grupo Chedrahui, Grupo ADO, Hotel Misión Xalapa, Comex, Hakim Spa, RTV, Coca-Cola y Cervecería Cuauhtémoc Moctezuma se unieron al nuevo proyecto de la Universidad Veracruzana sin saber el éxito que tendría entre la comunidad xalapeña e incluso en la mayor parte del estado.

#### 2004
"El Avance"
Para el 2004 Halcones UV llegaron con nuevos bríos y con ansias de obtener el campeonato, por lo que el entrenador en jefe, Ángel González, realizó ajustes en el roster del equipo para reforzarlo y encarar una nueva temporada.
Es por eso que se hace el cambio de los jugadores Lataryl Williams, Jaime Ramírez, Alfredo Ramírez, Héctor Martínez y Octavio Robles, por el seleccionado nacional Víctor Ávila, Samuel Bowie, Francisco Morales, Milton Mattus y Roberto González.
Respecto a los jugadores locales, se le brindó la oportunidad a José Levit Amaya, Luis Héctor Villareal, Néstor Hernández y Bernardo Andrade, quienes gracias a su trabajo consiguieron un número importante de minutos en la duela ante equipos de calidad.
El 2004 fue un año importante para los Halcones UV debido a que lograron un récord impresionante en juegos, al ganar 36 encuentros de 40 y con ello ser el único equipo local invicto con 20 juegos durante la temporada regular. Gracias a estos resultados se colocó en el primer lugar de la tabla general, primero como local y primero como visitante, sitios que conservó hasta el final de la temporada regular.
Con los resultados obtenidos hasta ese momento Halcones UV llegó a ser finalista de zona, disputando los partidos de playoff ante Coras de Tepic, La Ola Roja del DF y Lechugueros de León, arrebatando a este último el campeonato de la Zona Sur para pelear finalmente por el campeonato nacional contra el líder de la Zona Norte, Santos Reales de San Luis Potosí. Desafortunadamente para los nuestros se perdió en el segundo tiempo extra del sexto partido por solo un punto, con lo que se obtuvo el subcampeonato de la LNBP.
Sin embargo, el 2004 trajo muchas satisfacciones. Una muestra es que gracias a la destacada participación de Halcones UV en la temporada regular Andre Laws y Sam Bowie fueron convocados para participar en la banca de los extranjeros en el Juego de Estrellas. En tanto, el uniforme de los mexicanos fue vestido por Víctor Ávila, José Escobedo y Enrique “Palmita” González, quienes fueron dirigidos por Ángel González.
Justamente fue el entrenador del equipo quien llevó a la quinteta mexicana a la victoria. Durante el Juego de Estrellas los representantes de la Liga Nacional de Baloncesto Profesional entregó un reconocimiento a Enrique González por su trayectoria como jugador, lo que elevó todavía más el orgullo de la afición xalapeña.
No se puede pasar por alto que en el 2004 el equipo de Halcones UV tuvo la importante participación de la mascota oficial de la LNBP, El Chango. Al integrarse en la segunda mitad de la temporada tuvo la difícil tarea de animar al público de Xalapa. Fue tal el éxito obtenido, que más allá de emplear su experiencia en la animación del baloncesto mexicano para levantar a la afición, se convirtió en el sexto hombre del equipo.

#### 2005
"El Logro"
En enero de 2005, gracias a los triunfos obtenidos por Halcones de la Universidad Veracruzana en el 2004, recibió la Copa Xallapan, premio otorgado a lo mejor del deporte xalapeño y que por primera vez se destinó a la disciplina del baloncesto. Asimismo, la Universidad Veracruzana y el Gobierno del Estado de Veracruz unificaron esfuerzos para abrir una plaza nueva en el Puerto de Veracruz, con lo que se logró tener dos equipos profesionales en el Estado: Club Halcones UV Xalapa y Club Halcones UV Veracruz.
El 2005 fue un año de cambios para el equipo de Xalapa, pues Halcones presentó un roster renovado casi en su totalidad para conformar el equipo que sería el rival de la liga a vencer para los playoffs 2005.
Halcones logró colocarse en la primera posición de la Zona Sur y lideró al mismo tiempo la Tabla general de Liga al ganar 32 partidos de 40, gracias a que contó con la mejor ofensiva del torneo. Esto sirvió para llegar a los playoffs con las mejores estadísticas y con la ventaja de iniciar los partidos en casa.
Los playoffs fueron muy esperados durante la temporada, el Gimnasio lució abarrotado durante su desarrollo y el mayor deseo de los aficionados era que nuestro equipo se encontrara en la final de zona con su “hermano menor”, Halcones UV Veracruz. Esto no fue posible porque fueron eliminados por los Lechugueros de León, que por segunda ocasión se vieron cara a cara en la final de zona ante los Halcones UV Xalapa pero esta vez los emplumados no dieron cabida al rival derrotándolo en 4 partidos, convirtiéndose así en bicampeones de la Zona Sur y con el pase para disputar la final nacional, que se jugaría ante Lobos de la Universidad Autónoma de Coahuila.
Llegó la hora de disputar la gran final y Halcones perdió un juego en casa, por lo que tuvo que ganar sus siguientes enfrentamientos en tierras coahuilenses para vencer a Lobos en el quinto partido. Con este resultado se coronó como CAMPEÓN NACIONAL LNBP 2005.
Fue una gran sorpresa ver cómo los seguidores del conjunto Campeón abarrotaron el centro de la ciudad en espera de poder ver al equipo que les dio tanta satisfacción. Fue una experiencia inolvidable para los jugadores de Halcones Xalapa y para cada una de esas personas que estuvieron apoyándolos durante los partidos de la temporada 2005. Una experiencia que esperamos se vuelva a repetir este 2006, porque nuestro equipo es Campeón gracias a la gran afición veracruzana.

#### 2006
"Lo Inesperado"
La temporada 2006 marco un nuevo vuelo par los Halcones UV Xalapa, el objetivo de este año era obtener el bicampeonato de la LNBP.
Como siempre se ha dicho un gran equipo está formado por los mejores, es por eso que Halcones abre sus puertas a dos extraordinarios jugadores Ramses Benítez y Karim Malpica, dos seleccionados mexicanos de gran calidad, así mismo por la ausencia de Cleotis Brown, este año se marca el esperado retorno de Andre Laws, quien jugó para los emplumados en el 2003 y 2004 siendo ya un ídolo para la afición jalapeña.
No solo el cuerpo de jugadores fue reforzado también lo hizo el cuerpo técnico, dando la bienvenida al entrenador Fernando Wong como asistente del entrenador Ángel González y a Jesús Tejeda preparador físico del equipo, así mismo en las primeras semanas de la temporada Halcones fue apoyado por Chuck Skarshaug, pues el entrenador en jefe cumplía con compromisos dentro de la Selección Mexicana.
Este año a pesar de que todas las circunstancias marcaban ser el mejor año para los emplumados no fue así, Halcones tuvo una racha en la que las lesiones no dejaban de atosigar al equipo por lo que los cambios en jugadores fue imposible de detener al caer por terrible lesión Willy Pagan se buscaron muchos sustitutos enfilándose a los Halcones Durelle Brown, Timothy Pledger, Carlos Hurt, Marc Brown y Nate Johnson.
Así mismo hubo otros jugadores salpicados por esta mala racha como Enrique González, Víctor Ávila, Sam Bowie, Ramses Benítez, Karim Malpica, Omar López y que a pesar de no ser lesiones importantes los mantuvieron alejados de la duela.
Aún con estos cabizbajos del equipo, Halcones logra llevar al mismo tiempo y con importantes resultados la temporada regular y la Copa Independencia, que se fueron alternando, en el torneo de la Copa Independencia destacó al llegar a la final después de derrotar a los equipos de Bucaneros, Mayas, Pioneros y Guerreros, para enfrentarse en la gran final ante el líder hasta ese momento de la liga, los Lobos Grises de la UAD, donde los aficionados del baloncesto pudieron vibrar en dos encuentros sumamente estresantes, Halcones pierde la Copa por 1 punto, una derrota muy dolorosa, imponen récord de juegos de 9 ganados 1 perdido, aun así los emplumados logran mantener un importante ritmo de juego dentro de la liga.
En lo que se refiere a la temporada regular Halcones se sitúa en primer lugar de la zona sur y segundo de la tabla general con 30 partidos ganados y 6 perdidos. Nuevamente Halcones esta en los play offs y es el equipo a vencer por el resto de las quintetas.
Xalapa destaca desde los primeros encuentros ante Bucaneros serie que queda 3-1, el siguiente en caer en las garras fue Panteras a quien se le ganó en 3 encuentros, más tarde la final de zona se disputó de nuevo ante Lechugueros y por tercera ocasión se le arrebató el triunfo dejando la serie 4-1 con esto los emplumados se coronan tricampeones de Zona.
Así mismo por tercera ocasión Halcones UV Xalapa llega a la gran final de la LNBP, en la cual busca consolidarel bicampeonato, el rival a vencer, Soles de Mexicali, campeón de la zona norte y líder general. Esta final se decidió en 7 emocionantes encuentros, lamentablemente para los nuestros el triunfo favoreció a Mexicali, teniendo Halcones que conformase con el segundo puesto. Sin embargo los emplumados siguen creciendo y aunque no se obtuvo el título 2006, se mantiene siempre en la cima.

#### 2007-2008
Los Halcones UV Xalapa, disputaron la final de la LNBP por cuarta ocasión consecutiva, y en esta ocasión lograron coronarse campeones nacionales al derrotar a los Soles de Mexicali en una reñida final, consiguiendo además con este campeonato convertirse en el primer equipo en la LNBP, que consigue dos títulos en la historia de este circuito; logrando también el tetracampeonato de la Zona Sur en esta temporada.

#### 2008-2009
Este año el equipo renovó sus filas integrando a Lorenzo Mata, Ray Castillo, David Meza, Santiago Aguirre, Jesús González, Leroy Hickerson, Abdul Mills, Joshua Reisman, Adrián González, Mike Johnson, Víctor Mariscal, Jesús González, Luis Pulido, Gustavo Ayón, Abdul Mills, Víctor Ávila, Ray Castillo, Omar López y Dontae Truitt. En el cuerpo técnico estaba conformado por: Andy Stoglin, Adolfo Sánchez, Ángel González, Jesús Tejeda y Amadeo Calderón. Se consolidó como el mejor equipo de la Liga al sumar: •	Tres campeonatos nacionales. •	Cinco campeonatos de zona. •	Un campeonato de zona en la Copa Independencia. •	Dos subcampeonatos nacionales. •	Un subcampeonato de la Copa de las Américas.

#### 2009-2010
El equipo estuvo conformado por: Rommel Marentez, Lorenzo Mata, David Meza, Adrián González, Víctor Mariscal, Leandro García, Gerald Brown, Orlando Méndez, Adrián Zamora, Noe Alonzo, Víctor Ávila, Ray Castillo, Joe Shipp, Jeremis Smith, Adam Parada y Jack Michael Martínez. Ángel González, Adolfo Sánchez, Robert Zaragoza, Jesús Tejeda, Santiago Alfaro y Amadeo Calderón estuvieron en el cuerpo técnico. Para esta temporada los logros fueron: •	Tetracampeonato nacional, al obtener su cuarta estrella. •	Tuvo su tercera participación en el torneo FIBA Américas. •	Fue el único equipo mexicano que clasificó al Final Four.

#### 2010-2011
Halcones Xalapa renovó y modificó al cuerpo técnico así como al roster de jugadores, sus filas para esta temporada estuvieron formadas por Iván Déniz O´Donell como entrenador y por los jugadores: Martín Osimani, Lou Roe, Justin Griffin y Santiago Aguirre. El equipo estuvo conformado por: Jovan Harris, Víctor Mariscal, Leandro García, Luis Pulido, Lorenzo Mata, Orlando Méndez, Justin Griffin, Adrián Zamora, Carlos Toussaint, Cedric Mcgowan, Adam Parada y Robert Traylor. Y para la copa FIBA Américas el equipo lo conformo: David Meza, Christopher Hernández, Víctor Mariscal, Leandro García, Lorenzo Mata, Lou Roe, Orlando Méndez, Justin Griffin, Michael Smith y Adam Parada. Reforzándose con: Jovan Harris, Héctor Hernández y Robert Traylor. (Este último lamentablemente falleció a causa de un ataque al corazón en el mes de mayo de 2011). El cuerpo técnico lo conformaron: Ángel González, Adolfo Sánchez, Luis Herrera, Santiago Alfaro, Jesús Tejeda y el Médico Amadeo Calderón. Se obtuvo la tercera posición en la temporada regular.

#### 2011-2012
Para el 2011 figuraron dentro del equipo: Jesús Coronado, Davin White, Víctor Mariscal, Héctor Hernández, Lorenzo Mata, Orlando Méndez, Quentin González, Adam Parada, Juan Coronado, Juan Herrera, Marlon Martínez, Chris Hernández, Magic Dorsey, Brandon Brown, Adrián, Ray Castillo, Joseph y Henry Dugat, En esta ocasión el cuerpo técnico lo integraron: Andy Stoglin, Adolfo Sánchez, Luis Herrera, Néstor Hernández, Eric Weissling, Jesús Tejeda y el Médico Amadeo Calderón.

#### 2012-2013
El equipo estuvo integrado por: Franco Harris, Leroy Hickerson, Kevin Sowell, Jaime Méndez, Víctor Mariscal, David Meza, Lorenzo Mata, Oscar León, Devon Pearson, Víctor Ávila, Orlando Méndez y Adam Parada. También estuvieron en las filas de halcones, Gregory Vargas, Sammy Monroe III, Oscar León, Jaime Méndez y José Luis Rodríguez. Los entrenadores: Ángel González, Adolfo Sánchez, Luis Herrera, Néstor Hernández, Eric Weissling, Jesús Tejeda y el Médico Amadeo Calderón. En 2012-2013 Halcones se convirtió en bicampeón de la LNBP, ocupando el primer lugar de esta temporada.

#### 2013-2014
Para esta temporada el equipo xalapeño sufre un cambio en la administración, esto se debió al cambio de rectora de la Universidad Veracruzana. La administración y el pago de las obligaciones pasa totalmente al Gobierno del Estado pero se mantiene el acuerdo para hacer uso de las instalaciones del Gimnasio Universitario. En este año el equipo Halcones UV Xalapa cambio a llamarse Halcones Xalapa empezando la temporada con un retraso de mes y medio.

#### 2014-2015
Con el compromiso de buscar la quinta estrella, Halcones Xalapa contrata al entrenador de los extintos Toros de Nuevo Laredo José "Pepo" Martínez, quien con su equipo de trabajo muda su filosofía para iniciar una nueva etapa de los emplumados, ahora con un sistema boricua. El equipo vuelve a quedar en semifinales, ahora contra Pioneros de Quintana Roo.

#### Desaparición
Debido a los problemas económicos que atravesaba la entidad veracruzana, además de la falta de pago a los jugadores, el equipo se ve con la necesidad de abandonar la liga, el anuncio se dio el viernes 14 de agosto de 2015.

## Lista final
La siguiente fue la lista para la temporada 2015:
| \| Pos. \| No. \| Nat. \| Nombre \| \| \| \| \| \| ----- \| --- \| ---- \| ---------------------- \| \| \| \| \| \| PG \| 0 \| \| Harris, Franco \| \| \| \| \| \| F \| 2 \| \| Dawud, Idris \| \| \| \| \| \| PG \| 3 \| \| Garnica, Paul \| \| \| \| \| \| F / C \| 9 \| \| Lamizana, Herve \| \| \| \| \| \| PG \| 11 \| \| Meza, Pedro \| \| \| \| \| \| F / C \| 17 \| \| Esteva, Juan Manuel \| \| \| \| \| \| G / F \| 21 \| \| Wright, Antoine \| \| \| \| \| \| F \| 25 \| \| Henning, Adrian \| \| \| \| \| \| GRAMO \| 33 \| \| Méndez-Valdez, Orlando \| \| \| \| \| \| PF \| 34 \| \| Alonzo, Noe \| \| \| \| \| \| G / F \| 35 \| \| Harris, Jovan \| \| \| \| \| \| C \| 40 \| \| Pérez, Alfred \| \| \| \| \| \| F \| 45 \| \| Shannon, Terrence \| \| \| \| \| \| C \| 55 \| \| Parada, Adam \| \| \| \| \| \| C \| \| \| Prosper, Lester \| \| \| \| \| | Entrenador Brian Rowsom Leyenda - (C) Capitán del equipo - Herido - ListaActualizado: 1 de febrero de 2015 |      |                        |  |  |  |  |
| Pos. | No. | Nat. | Nombre                 |  |  |  |  |
| PG | 0 |      | Harris, Franco         |  |  |  |  |
| F | 2 |      | Dawud, Idris           |  |  |  |  |
| PG | 3 |      | Garnica, Paul          |  |  |  |  |
| F / C | 9 |      | Lamizana, Herve        |  |  |  |  |
| PG | 11 |      | Meza, Pedro            |  |  |  |  |
| F / C | 17 |      | Esteva, Juan Manuel    |  |  |  |  |
| G / F | 21 |      | Wright, Antoine        |  |  |  |  |
| F | 25 |      | Henning, Adrian        |  |  |  |  |
| GRAMO | 33 |      | Méndez-Valdez, Orlando |  |  |  |  |
| PF | 34 |      | Alonzo, Noe            |  |  |  |  |
| G / F | 35 |      | Harris, Jovan          |  |  |  |  |
| C | 40 |      | Pérez, Alfred          |  |  |  |  |
| F | 45 |      | Shannon, Terrence      |  |  |  |  |
| C | 55 |      | Parada, Adam           |  |  |  |  |
| C | |      | Prosper, Lester        |  |  |  |  |

### Jugadores destacados
- Enrique "Palmita" González
- Ray Rodríguez
- Cleotis Brown
- Danna White
- Samuel Leon Bowie
- Víctor Mariscal
- Víctor Ávila
- Andre Laws
- Gustavo Ayón
- Lorenzo Mata

### Números retirados
- 5 Ray Rodríguez.
- 99 Robert Traylor.